# Ermita de Sant Llop (Torrent)
L'ermita de Sant Llop de Torrent està situada a prop de la carretera de La Bisbal a Palafrugell. L'edifici actual, construït entre els anys 1749 i 1757, no té res a veure amb el primer temple en el qual es venerava Sant Vicenç, el patró de la parròquia de Torrent –que al segle xiv era sufragània de Sant Feliu de Boada–, i era conegut com la capella de Sant Vicenç del Mont. Aquí, l'any 1400 hi va servir el prevere Pere Pou.
En l'actualitat aquesta ermita està dedicada a Sant Llop, un sant una mica misteriós venerat en època barroca i invocat contra la pesta que va fer estralls a Catalunya als segles XIV i XV, i generalment considerat també el patró dels pastors. La invocació del seu nom servia per allunyar els llops.